# Eisenbahnbrücke Bronnbach

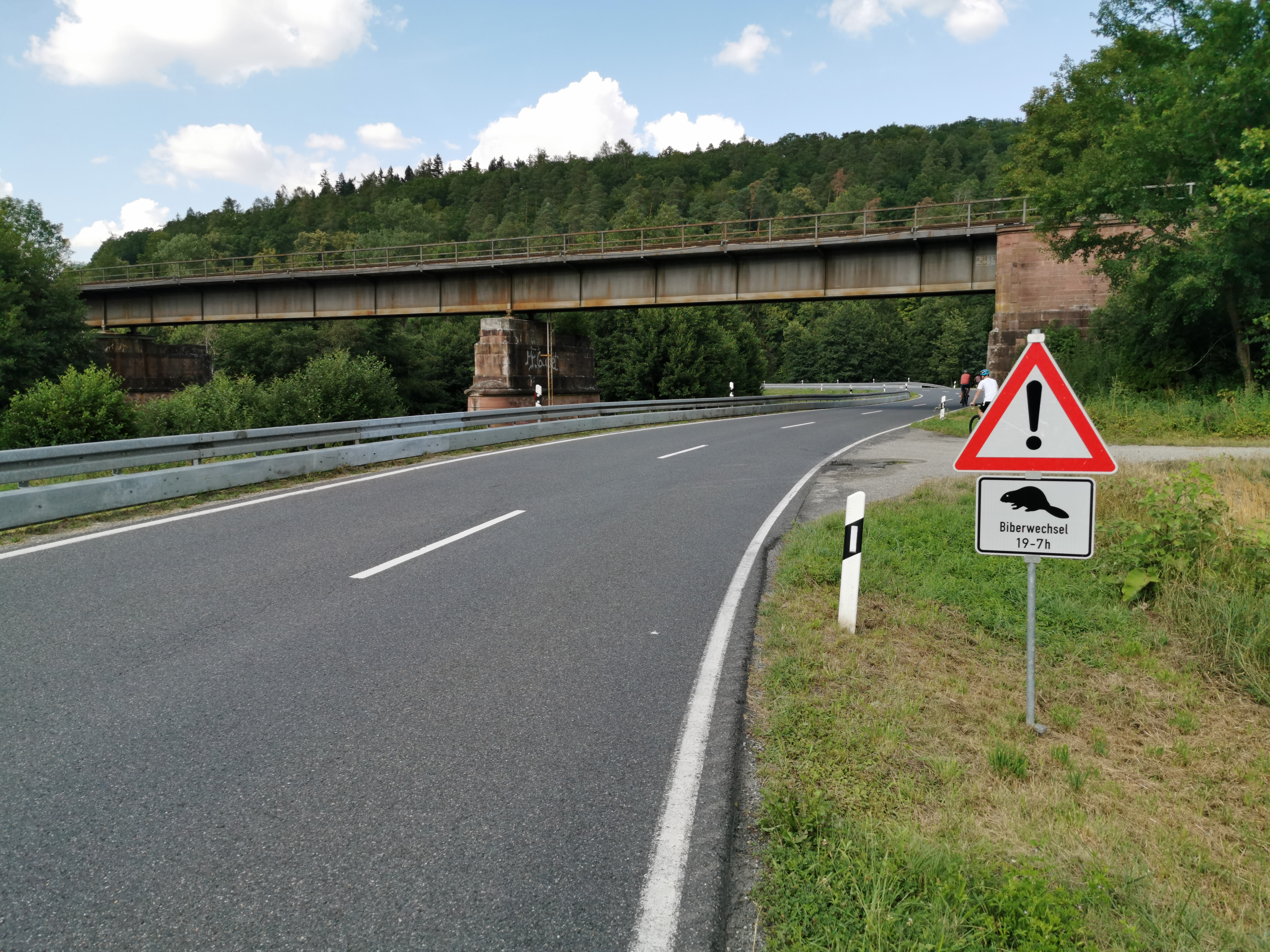
Eisenbahnbrücke Bronnbach

Die Eisenbahnbrücke Bronnbach ist eine Eisenbahnbrücke der Bahnstrecke Lauda–Wertheim beim Weiler Bronnbach auf der Gemarkung der Wertheimer Ortschaft Reicholzheim im Main-Tauber-Kreis in Baden-Württemberg.

## Geschichte und Beschreibung
Die Großherzoglich Badischen Staatseisenbahnen nahmen die Eisenbahnbrücke Bronnbach (⊙) im Jahre 1868 mit der Eröffnung der Strecke nach Wertheim in Betrieb.
Die Eisenbahnbrücke Bronnbach liegt unmittelbar nach dem Bahnhof Bronnbach (und heutigem Haltepunkt Kloster Bronnbach) in Richtung Gamburg. Die Länge der Stahlbrücke beträgt 80 Meter. Die Brücke führt über die Landesstraße 506 und die Tauber.
Im Zuge des Brückenbaus wurde ein Altarm der Tauber stillgelegt, sodass die Bronnbacher Eisenbahnbrücke die Tauber nur einmal statt zweimal überqueren muss. Der Altarm wurde hierfür mittig verfüllt und ein Brückendamm errichtet. Die beiden Tauber-Altarm-Teile links und rechts des Brückendamms wurden am Ende des 20. Jahrhunderts als flächenhafte Naturdenkmale Alte Tauber Bergrain (⊙; seit dem 21. Dezember 1981) und Tauber-Altarm Bergrainwiese (⊙; seit dem 10. März 1992) ausgewiesen (siehe auch: Liste der Naturdenkmale in Wertheim).

## Denkmalschutz
Die Eisenbahnbrücke steht als Teil der Sachgesamtheit "Badische Taubertalbahn" unter Denkmalschutz.